# Moul Daravorn
Bản mẫu:Cambodian name
Moul Daravorn (sinh ngày 27 tháng 5 năm 1993) là một cầu thủ bóng đá người Campuchia thi đấu ở vị trí hậu vệ cho Svay Rieng và Đội tuyển bóng đá quốc gia Campuchia.